# Lista över fornlämningar i Uppsala kommun (Tensta)
Lista över fornlämningar i Uppsala kommun (Tensta) är en förteckning av ett urval av de fornlämningar som finns i Tensta i Uppsala kommun.
| Namn                       | Lämningstyp                 | Tillkomsttid | Historisk indelning | Plats | Läge                 | ID-nr          | Bild                                      |
| -------------------------- | --------------------------- | ------------ | ------------------- | ----- | -------------------- | -------------- | ----------------------------------------- |
| Tensta 1:1                 | Gravfält                    |              | Tensta, Uppland     |       | 60.057611, 17.602124 | 10027500010001 | Ladda upp en bild av detta fornminne      |
| U 1040 (Tensta 3:1)        | Runristning                 |              | Tensta, Uppland     |       | 60.055468, 17.618850 | 10027500030001 | Ladda upp en till bild av detta fornminne |
| Tensta 7:1                 | Stensättning                |              | Tensta, Uppland     |       | 60.056722, 17.628341 | 10027500070001 | Ladda upp en bild av detta fornminne      |
| Tensta 7:2                 | Stensättning                |              | Tensta, Uppland     |       | 60.056595, 17.628578 | 10027500070002 | Ladda upp en bild av detta fornminne      |
| Tensta 7:3                 | Stensättning                |              | Tensta, Uppland     |       | 60.056482, 17.628589 | 10027500070003 | Ladda upp en bild av detta fornminne      |
| Tensta 8:1                 | Gravfält                    |              | Tensta, Uppland     |       | 60.055042, 17.631149 | 10027500080001 | Ladda upp en bild av detta fornminne      |
| Tensta 9:1                 | Stensättning                |              | Tensta, Uppland     |       | 60.056157, 17.633261 | 10027500090001 | Ladda upp en bild av detta fornminne      |
| Tensta 9:2                 | Stensättning                |              | Tensta, Uppland     |       | 60.056263, 17.633371 | 10027500090002 | Ladda upp en bild av detta fornminne      |
| Tensta 11:1                | Stensättning                |              | Tensta, Uppland     |       | 60.054485, 17.633266 | 10027500110001 | Ladda upp en bild av detta fornminne      |
| Tensta 17:1                | Stensättning                |              | Tensta, Uppland     |       | 60.053023, 17.636043 | 10027500170001 | Ladda upp en bild av detta fornminne      |
| Tensta 17:2                | Röse                        |              | Tensta, Uppland     |       | 60.053165, 17.636002 | 10027500170002 | Ladda upp en bild av detta fornminne      |
| Tensta 18:1                | Stensättning                |              | Tensta, Uppland     |       | 60.052097, 17.639793 | 10027500180001 | Ladda upp en bild av detta fornminne      |
| Tensta 18:2                | Stensättning                |              | Tensta, Uppland     |       | 60.051898, 17.639806 | 10027500180002 | Ladda upp en bild av detta fornminne      |
| Tensta 18:3                | Hällristning                |              | Tensta, Uppland     |       | 60.052097, 17.639793 | 10027500180003 | Ladda upp en bild av detta fornminne      |
| Tensta 19:1                | Stensättning                |              | Tensta, Uppland     |       | 60.051680, 17.641645 | 10027500190001 | Ladda upp en bild av detta fornminne      |
| Tensta 19:2                | Stensättning                |              | Tensta, Uppland     |       | 60.051819, 17.641761 | 10027500190002 | Ladda upp en bild av detta fornminne      |
| Tensta 20:1                | Stensättning                |              | Tensta, Uppland     |       | 60.050306, 17.637691 | 10027500200001 | Ladda upp en bild av detta fornminne      |
| Tensta 23:1                | Stensättning                |              | Tensta, Uppland     |       | 60.046751, 17.639163 | 10027500230001 | Ladda upp en bild av detta fornminne      |
| Tensta 23:2                | Stensättning                |              | Tensta, Uppland     |       | 60.046387, 17.639267 | 10027500230002 | Ladda upp en bild av detta fornminne      |
| Tensta 24:1                | Grav- och boplatsområde     |              | Tensta, Uppland     |       | 60.048555, 17.642150 | 10027500240001 | Ladda upp en bild av detta fornminne      |
| Tensta 26:1                | Gravfält                    |              | Tensta, Uppland     |       | 60.055113, 17.656097 | 10027500260001 | Ladda upp en bild av detta fornminne      |
| Tensta 28:1                | Gravfält                    |              | Tensta, Uppland     |       | 60.050269, 17.660470 | 10027500280001 | Ladda upp en bild av detta fornminne      |
| Tensta 29:1                | Stensättning                |              | Tensta, Uppland     |       | 60.052019, 17.661672 | 10027500290001 | Ladda upp en bild av detta fornminne      |
| Tensta 29:2                | Stensättning                |              | Tensta, Uppland     |       | 60.051915, 17.661809 | 10027500290002 | Ladda upp en bild av detta fornminne      |
| Tensta 30:1                | Gravfält                    |              | Tensta, Uppland     |       | 60.050558, 17.663683 | 10027500300001 | Ladda upp en bild av detta fornminne      |
| Tensta 31:1                | Stensättning                |              | Tensta, Uppland     |       | 60.050116, 17.663714 | 10027500310001 | Ladda upp en bild av detta fornminne      |
| Tensta 32:1                | Gravfält                    |              | Tensta, Uppland     |       | 60.050462, 17.662043 | 10027500320001 | Ladda upp en bild av detta fornminne      |
| Tensta 36:1                | Gravfält                    |              | Tensta, Uppland     |       | 60.047233, 17.645358 | 10027500360001 | Ladda upp en bild av detta fornminne      |
| Tensta 37:1                | Grav- och boplatsområde     |              | Tensta, Uppland     |       | 60.049251, 17.647761 | 10027500370001 | Ladda upp en bild av detta fornminne      |
| Tensta 38:1                | Stensättning                |              | Tensta, Uppland     |       | 60.047352, 17.650068 | 10027500380001 | Ladda upp en bild av detta fornminne      |
| Tensta 38:2                | Stensättning                |              | Tensta, Uppland     |       | 60.047260, 17.650184 | 10027500380002 | Ladda upp en bild av detta fornminne      |
| Tensta 39:1                | Stensättning                |              | Tensta, Uppland     |       | 60.047013, 17.651859 | 10027500390001 | Ladda upp en bild av detta fornminne      |
| Tensta 40:1                | Stensättning                |              | Tensta, Uppland     |       | 60.047303, 17.662168 | 10027500400001 | Ladda upp en bild av detta fornminne      |
| Tensta 41:1                | Stensättning                |              | Tensta, Uppland     |       | 60.066984, 17.667065 | 10027500410001 | Ladda upp en bild av detta fornminne      |
| Tensta 41:2                | Stensättning                |              | Tensta, Uppland     |       | 60.067101, 17.666566 | 10027500410002 | Ladda upp en bild av detta fornminne      |
| U 1041 (Tensta 42:1)       | Runristning                 |              | Tensta, Uppland     |       | 60.063477, 17.662198 | 10027500420001 | Ladda upp en till bild av detta fornminne |
| Tensta 45:1                | Stensättning                |              | Tensta, Uppland     |       | 60.061368, 17.664548 | 10027500450001 | Ladda upp en bild av detta fornminne      |
| Tensta 45:2                | Hällristning                |              | Tensta, Uppland     |       | 60.061283, 17.664342 | 10027500450002 | Ladda upp en bild av detta fornminne      |
| Tensta 46:1                | Gravfält                    |              | Tensta, Uppland     |       | 60.058863, 17.668534 | 10027500460001 | Ladda upp en bild av detta fornminne      |
| Tensta 47:1                | Gravfält                    |              | Tensta, Uppland     |       | 60.059807, 17.665394 | 10027500470001 | Ladda upp en bild av detta fornminne      |
| Tensta 49:1                | Gravfält                    |              | Tensta, Uppland     |       | 60.063599, 17.671120 | 10027500490001 | Ladda upp en bild av detta fornminne      |
| Tensta 50:1                | Gravfält                    |              | Tensta, Uppland     |       | 60.049681, 17.667769 | 10027500500001 | Ladda upp en till bild av detta fornminne |
| Tensta 51:1                | Gravfält                    |              | Tensta, Uppland     |       | 60.049349, 17.669092 | 10027500510001 | Ladda upp en bild av detta fornminne      |
| Tensta 53:1                | Gravfält                    |              | Tensta, Uppland     |       | 60.051326, 17.667618 | 10027500530001 | Ladda upp en bild av detta fornminne      |
| Tensta 54:1                | Grav markerad av sten/block |              | Tensta, Uppland     |       | 60.050130, 17.667239 | 10027500540001 | Ladda upp en bild av detta fornminne      |
| Tensta 54:2                | Stensättning                |              | Tensta, Uppland     |       | 60.050295, 17.666750 | 10027500540002 | Ladda upp en bild av detta fornminne      |
| Tensta 57:1                | Stensättning                |              | Tensta, Uppland     |       | 60.037435, 17.609792 | 10027500570001 | Ladda upp en bild av detta fornminne      |
| Tensta 57:2                | Stensättning                |              | Tensta, Uppland     |       | 60.037464, 17.610034 | 10027500570002 | Ladda upp en bild av detta fornminne      |
| U 1042 (Tensta 58:1)       | Runristning                 |              | Tensta, Uppland     |       | 60.040658, 17.617759 | 10027500580001 | Ladda upp en bild av detta fornminne      |
| Tensta 59:1                | Stensättning                |              | Tensta, Uppland     |       | 60.045255, 17.636131 | 10027500590001 | Ladda upp en bild av detta fornminne      |
| Tensta 60:1                | Gravfält                    |              | Tensta, Uppland     |       | 60.046211, 17.635040 | 10027500600001 | Ladda upp en bild av detta fornminne      |
| Tensta 62:1                | Stensättning                |              | Tensta, Uppland     |       | 60.040709, 17.649149 | 10027500620001 | Ladda upp en bild av detta fornminne      |
| Tensta 64:1                | Stensättning                |              | Tensta, Uppland     |       | 60.045885, 17.651552 | 10027500640001 | Ladda upp en bild av detta fornminne      |
| Tensta 65:1                | Stensättning                |              | Tensta, Uppland     |       | 60.045210, 17.652583 | 10027500650001 | Ladda upp en bild av detta fornminne      |
| Tensta 65:2                | Stensättning                |              | Tensta, Uppland     |       | 60.045283, 17.652713 | 10027500650002 | Ladda upp en bild av detta fornminne      |
| Tensta 66:1                | Hög                         |              | Tensta, Uppland     |       | 60.042923, 17.656867 | 10027500660001 | Ladda upp en bild av detta fornminne      |
| Tensta 67:1                | Stensättning                |              | Tensta, Uppland     |       | 60.033995, 17.645023 | 10027500670001 | Ladda upp en bild av detta fornminne      |
| Tingsvallen (Tensta 68:1)  | Röse                        |              | Tensta, Uppland     |       | 60.034168, 17.649506 | 10027500680001 | Ladda upp en bild av detta fornminne      |
| U 1039 (Tensta 70:1)       | Runristning                 |              | Tensta, Uppland     |       | 60.037834, 17.653029 | 10027500700001 | Ladda upp en bild av detta fornminne      |
| Tensta 71:1                | Stensättning                |              | Tensta, Uppland     |       | 60.039113, 17.653448 | 10027500710001 | Ladda upp en bild av detta fornminne      |
| Tensta 71:2                | Stensättning                |              | Tensta, Uppland     |       | 60.039169, 17.653320 | 10027500710002 | Ladda upp en bild av detta fornminne      |
| Tensta 72:1                | Gravfält                    |              | Tensta, Uppland     |       | 60.040092, 17.653705 | 10027500720001 | Ladda upp en bild av detta fornminne      |
| Tensta 73:1                | Gravfält                    |              | Tensta, Uppland     |       | 60.032783, 17.663543 | 10027500730001 | Ladda upp en bild av detta fornminne      |
| Tensta 74:1                | Stensättning                |              | Tensta, Uppland     |       | 60.034309, 17.662935 | 10027500740001 | Ladda upp en bild av detta fornminne      |
| Tensta 74:2                | Stensättning                |              | Tensta, Uppland     |       | 60.034234, 17.662834 | 10027500740002 | Ladda upp en bild av detta fornminne      |
| Tensta 75:1                | Stensättning                |              | Tensta, Uppland     |       | 60.029756, 17.660689 | 10027500750001 | Ladda upp en bild av detta fornminne      |
| Tensta 75:2                | Stensättning                |              | Tensta, Uppland     |       | 60.029853, 17.660792 | 10027500750002 | Ladda upp en bild av detta fornminne      |
| Tensta 76:1                | Stensättning                |              | Tensta, Uppland     |       | 60.036749, 17.663565 | 10027500760001 | Ladda upp en bild av detta fornminne      |
| Tensta 77:1                | Stensättning                |              | Tensta, Uppland     |       | 60.034064, 17.651849 | 10027500770001 | Ladda upp en bild av detta fornminne      |
| Tensta 78:1                | Stensättning                |              | Tensta, Uppland     |       | 60.032803, 17.650765 | 10027500780001 | Ladda upp en bild av detta fornminne      |
| Tensta 79:1                | Gravfält                    |              | Tensta, Uppland     |       | 60.030066, 17.654813 | 10027500790001 | Ladda upp en bild av detta fornminne      |
| Tensta 80:1                | Stensättning                |              | Tensta, Uppland     |       | 60.058052, 17.621980 | 10027500800001 | Ladda upp en bild av detta fornminne      |
| Tensta 80:2                | Stensättning                |              | Tensta, Uppland     |       | 60.058019, 17.622262 | 10027500800002 | Ladda upp en bild av detta fornminne      |
| Tensta 80:3                | Stensättning                |              | Tensta, Uppland     |       | 60.058014, 17.622617 | 10027500800003 | Ladda upp en bild av detta fornminne      |
| Tensta 81:1                | Stensättning                |              | Tensta, Uppland     |       | 60.035983, 17.663276 | 10027500810001 | Ladda upp en bild av detta fornminne      |
| Tensta 83:1                | Hög                         |              | Tensta, Uppland     |       | 60.032772, 17.648951 | 10027500830001 | Ladda upp en bild av detta fornminne      |
| Tensta 84:1                | Stensättning                |              | Tensta, Uppland     |       | 60.029269, 17.648886 | 10027500840001 | Ladda upp en bild av detta fornminne      |
| Tensta 85:1                | Hög                         |              | Tensta, Uppland     |       | 60.028592, 17.646963 | 10027500850001 | Ladda upp en bild av detta fornminne      |
| Tensta 86:1                | Hög                         |              | Tensta, Uppland     |       | 60.028755, 17.647555 | 10027500860001 | Ladda upp en bild av detta fornminne      |
| Tensta 86:2                | Hög                         |              | Tensta, Uppland     |       | 60.028767, 17.647800 | 10027500860002 | Ladda upp en bild av detta fornminne      |
| Tensta 87:1                | Stensättning                |              | Tensta, Uppland     |       | 60.028280, 17.651773 | 10027500870001 | Ladda upp en bild av detta fornminne      |
| Tensta 87:2                | Stensättning                |              | Tensta, Uppland     |       | 60.028184, 17.651813 | 10027500870002 | Ladda upp en bild av detta fornminne      |
| Tensta 87:3                | Stensättning                |              | Tensta, Uppland     |       | 60.028239, 17.651950 | 10027500870003 | Ladda upp en bild av detta fornminne      |
| Tensta 88:1                | Stensättning                |              | Tensta, Uppland     |       | 60.045103, 17.670761 | 10027500880001 | Ladda upp en bild av detta fornminne      |
| Tensta 88:2                | Stensättning                |              | Tensta, Uppland     |       | 60.044755, 17.670943 | 10027500880002 | Ladda upp en bild av detta fornminne      |
| U 1034 (Tensta 90:1)       | Runristning                 |              | Tensta, Uppland     |       | 60.040689, 17.671962 | 10027500900001 | Ladda upp en till bild av detta fornminne |
| U 1036 (Tensta 90:2)       | Runristning                 |              | Tensta, Uppland     |       | 60.040451, 17.672299 | 10027500900002 | Ladda upp en till bild av detta fornminne |
| U 1035 (Tensta 90:3)       | Runristning                 |              | Tensta, Uppland     |       | 60.040272, 17.672337 | 10027500900003 | Ladda upp en till bild av detta fornminne |
| U 1044 (Tensta 90:4)       | Runristning                 |              | Tensta, Uppland     |       | 60.040689, 17.671962 | 10027500900004 | Ladda upp en bild av detta fornminne      |
| Tensta 91:1                | Hällristning                |              | Tensta, Uppland     |       | 60.035114, 17.670121 | 10027500910001 | Ladda upp en bild av detta fornminne      |
| Tensta 92:1                | Hög                         |              | Tensta, Uppland     |       | 60.032796, 17.675272 | 10027500920001 | Ladda upp en bild av detta fornminne      |
| Tensta 93:1                | Stensättning                |              | Tensta, Uppland     |       | 60.033527, 17.676798 | 10027500930001 | Ladda upp en bild av detta fornminne      |
| Tensta 94:1                | Stensättning                |              | Tensta, Uppland     |       | 60.037929, 17.682227 | 10027500940001 | Ladda upp en bild av detta fornminne      |
| Tensta 94:2                | Stensättning                |              | Tensta, Uppland     |       | 60.038017, 17.682315 | 10027500940002 | Ladda upp en bild av detta fornminne      |
| Tensta 96:1                | Gravfält                    |              | Tensta, Uppland     |       | 60.028734, 17.675848 | 10027500960001 | Ladda upp en bild av detta fornminne      |
| Tensta 97:2                | Stensättning                |              | Tensta, Uppland     |       | 60.029856, 17.678399 | 10027500970002 | Ladda upp en bild av detta fornminne      |
| Tensta 98:1                | Stensättning                |              | Tensta, Uppland     |       | 60.030162, 17.677374 | 10027500980001 | Ladda upp en bild av detta fornminne      |
| Tensta 99:1                | Grav- och boplatsområde     |              | Tensta, Uppland     |       | 60.030325, 17.676721 | 10027500990001 | Ladda upp en bild av detta fornminne      |
| Tensta 101:1               | Stensättning                |              | Tensta, Uppland     |       | 60.031537, 17.682107 | 10027501010001 | Ladda upp en bild av detta fornminne      |
| Tensta 101:2               | Stensättning                |              | Tensta, Uppland     |       | 60.031714, 17.681996 | 10027501010002 | Ladda upp en bild av detta fornminne      |
| Tensta 101:3               | Stensättning                |              | Tensta, Uppland     |       | 60.031167, 17.682089 | 10027501010003 | Ladda upp en bild av detta fornminne      |
| Tensta 102:1               | Hällristning                |              | Tensta, Uppland     |       | 60.029020, 17.682726 | 10027501020001 | Ladda upp en bild av detta fornminne      |
| Tensta 103:1               | Stensättning                |              | Tensta, Uppland     |       | 60.027083, 17.682508 | 10027501030001 | Ladda upp en bild av detta fornminne      |
| Tensta 103:2               | Grav markerad av sten/block |              | Tensta, Uppland     |       | 60.026964, 17.682887 | 10027501030002 | Ladda upp en bild av detta fornminne      |
| Tensta 104:1               | Gravfält                    |              | Tensta, Uppland     |       | 60.026290, 17.677327 | 10027501040001 | Ladda upp en bild av detta fornminne      |
| Tensta 105:1               | Gravfält                    |              | Tensta, Uppland     |       | 60.024477, 17.660641 | 10027501050001 | Ladda upp en bild av detta fornminne      |
| Tensta 109:1               | Gravfält                    |              | Tensta, Uppland     |       | 60.022702, 17.640557 | 10027501090001 | Ladda upp en bild av detta fornminne      |
| Tensta 110:1               | Stensättning                |              | Tensta, Uppland     |       | 60.023239, 17.639843 | 10027501100001 | Ladda upp en bild av detta fornminne      |
| Tensta 110:2               | Stensättning                |              | Tensta, Uppland     |       | 60.023330, 17.639985 | 10027501100002 | Ladda upp en bild av detta fornminne      |
| U 1043 (Tensta 111:1)      | Runristning                 |              | Tensta, Uppland     |       | 60.015933, 17.632015 | 10027501110001 | Ladda upp en till bild av detta fornminne |
| Tensta 112:1               | Gravfält                    |              | Tensta, Uppland     |       | 60.010177, 17.633152 | 10027501120001 | Ladda upp en bild av detta fornminne      |
| Tensta 113:1               | Röse                        |              | Tensta, Uppland     |       | 60.011304, 17.629996 | 10027501130001 | Ladda upp en bild av detta fornminne      |
| Tensta 114:1               | Hög                         |              | Tensta, Uppland     |       | 60.015368, 17.633240 | 10027501140001 | Ladda upp en bild av detta fornminne      |
| Tensta 115:1               | Hög                         |              | Tensta, Uppland     |       | 60.014314, 17.627877 | 10027501150001 | Ladda upp en bild av detta fornminne      |
| Tensta 115:2               | Stensättning                |              | Tensta, Uppland     |       | 60.014219, 17.627839 | 10027501150002 | Ladda upp en bild av detta fornminne      |
| Rysstorpet (Tensta 116:1)  | Stensättning                |              | Tensta, Uppland     |       | 60.020792, 17.626736 | 10027501160001 | Ladda upp en bild av detta fornminne      |
| Tensta 117:1               | Stensättning                |              | Tensta, Uppland     |       | 60.022237, 17.637024 | 10027501170001 | Ladda upp en bild av detta fornminne      |
| Tensta 119:1               | Stensättning                |              | Tensta, Uppland     |       | 60.025050, 17.635342 | 10027501190001 | Ladda upp en bild av detta fornminne      |
| Tensta 119:2               | Stensättning                |              | Tensta, Uppland     |       | 60.025116, 17.635482 | 10027501190002 | Ladda upp en bild av detta fornminne      |
| Tensta 121:1               | Hög                         |              | Tensta, Uppland     |       | 60.069709, 17.659472 | 10027501210001 | Ladda upp en bild av detta fornminne      |
| Tensta 122:1               | Gravfält                    |              | Tensta, Uppland     |       | 60.069974, 17.661039 | 10027501220001 | Ladda upp en bild av detta fornminne      |
| Tensta 123:1               | Stensättning                |              | Tensta, Uppland     |       | 60.068225, 17.665043 | 10027501230001 | Ladda upp en bild av detta fornminne      |
| Tensta 126:1               | Stensättning                |              | Tensta, Uppland     |       | 60.045085, 17.650195 | 10027501260001 | Ladda upp en bild av detta fornminne      |
| Tensta 126:2               | Stensättning                |              | Tensta, Uppland     |       | 60.044925, 17.650088 | 10027501260002 | Ladda upp en bild av detta fornminne      |
| Tensta 127:1               | Stensättning                |              | Tensta, Uppland     |       | 60.012333, 17.665690 | 10027501270001 | Ladda upp en bild av detta fornminne      |
| Tensta 127:2               | Stensättning                |              | Tensta, Uppland     |       | 60.012393, 17.665890 | 10027501270002 | Ladda upp en bild av detta fornminne      |
| Tensta 128:1               | Stensättning                |              | Tensta, Uppland     |       | 60.010412, 17.656197 | 10027501280001 | Ladda upp en bild av detta fornminne      |
| Tensta 128:2               | Stensättning                |              | Tensta, Uppland     |       | 60.010339, 17.656748 | 10027501280002 | Ladda upp en bild av detta fornminne      |
| Tensta 129:1               | Stensättning                |              | Tensta, Uppland     |       | 60.011125, 17.654826 | 10027501290001 | Ladda upp en bild av detta fornminne      |
| Tensta 131:1               | Stensättning                |              | Tensta, Uppland     |       | 60.045699, 17.656602 | 10027501310001 | Ladda upp en bild av detta fornminne      |
| Tensta 132:1               | Gravfält                    |              | Tensta, Uppland     |       | 60.039385, 17.661589 | 10027501320001 | Ladda upp en bild av detta fornminne      |
| Tensta 133:1               | Gravfält                    |              | Tensta, Uppland     |       | 60.039664, 17.657931 | 10027501330001 | Ladda upp en bild av detta fornminne      |
| Tensta 134:1               | Stensättning                |              | Tensta, Uppland     |       | 60.037675, 17.655887 | 10027501340001 | Ladda upp en bild av detta fornminne      |
| Tensta 134:2               | Stensättning                |              | Tensta, Uppland     |       | 60.037928, 17.655913 | 10027501340002 | Ladda upp en bild av detta fornminne      |
| Tensta 135:1               | Stensättning                |              | Tensta, Uppland     |       | 60.035397, 17.659169 | 10027501350001 | Ladda upp en bild av detta fornminne      |
| Tensta 135:2               | Stensättning                |              | Tensta, Uppland     |       | 60.035445, 17.658967 | 10027501350002 | Ladda upp en bild av detta fornminne      |
| Tensta 135:3               | Stensättning                |              | Tensta, Uppland     |       | 60.035313, 17.659239 | 10027501350003 | Ladda upp en bild av detta fornminne      |
| Tensta 136:2               | Stensättning                |              | Tensta, Uppland     |       | 60.060859, 17.731704 | 10027501360002 | Ladda upp en bild av detta fornminne      |
| Tensta 137:1               | Gravfält                    |              | Tensta, Uppland     |       | 60.056836, 17.726913 | 10027501370001 | Ladda upp en bild av detta fornminne      |
| Tensta 138:1               | Stensättning                |              | Tensta, Uppland     |       | 60.053344, 17.720498 | 10027501380001 | Ladda upp en bild av detta fornminne      |
| Tensta 142:1               | Grav- och boplatsområde     |              | Tensta, Uppland     |       | 60.051341, 17.722463 | 10027501420001 | Ladda upp en bild av detta fornminne      |
| Tensta 143:1               | Stensättning                |              | Tensta, Uppland     |       | 60.026176, 17.689559 | 10027501430001 | Ladda upp en bild av detta fornminne      |
| Tensta 143:2               | Stensättning                |              | Tensta, Uppland     |       | 60.026226, 17.689884 | 10027501430002 | Ladda upp en bild av detta fornminne      |
| Tensta 144:1               | Hög                         |              | Tensta, Uppland     |       | 60.021529, 17.709027 | 10027501440001 | Ladda upp en bild av detta fornminne      |
| Tensta 145:1               | Gravfält                    |              | Tensta, Uppland     |       | 60.019469, 17.706413 | 10027501450001 | Ladda upp en bild av detta fornminne      |
| Tensta 146:1               | Gravfält                    |              | Tensta, Uppland     |       | 60.021448, 17.706866 | 10027501460001 | Ladda upp en bild av detta fornminne      |
| Tensta 147:1               | Gravfält                    |              | Tensta, Uppland     |       | 60.021192, 17.701368 | 10027501470001 | Ladda upp en bild av detta fornminne      |
| Tensta 149:1               | Gravfält                    |              | Tensta, Uppland     |       | 60.022419, 17.697362 | 10027501490001 | Ladda upp en bild av detta fornminne      |
| Tensta 150:1               | Stensättning                |              | Tensta, Uppland     |       | 60.031235, 17.658789 | 10027501500001 | Ladda upp en bild av detta fornminne      |
| Tensta 150:2               | Stensättning                |              | Tensta, Uppland     |       | 60.031100, 17.658820 | 10027501500002 | Ladda upp en bild av detta fornminne      |
| Tensta 151:1               | Hög                         |              | Tensta, Uppland     |       | 60.030709, 17.647741 | 10027501510001 | Ladda upp en bild av detta fornminne      |
| Tensta 151:2               | Hög                         |              | Tensta, Uppland     |       | 60.030781, 17.647415 | 10027501510002 | Ladda upp en bild av detta fornminne      |
| Tensta 152:1               | Gravfält                    |              | Tensta, Uppland     |       | 60.055858, 17.626685 | 10027501520001 | Ladda upp en bild av detta fornminne      |
| Tensta 153:1               | Stensättning                |              | Tensta, Uppland     |       | 60.056352, 17.630821 | 10027501530001 | Ladda upp en bild av detta fornminne      |
| Tensta 158:1               | Stensättning                |              | Tensta, Uppland     |       | 60.051419, 17.666653 | 10027501580001 | Ladda upp en bild av detta fornminne      |
| Tensta 160:1               | Grav markerad av sten/block |              | Tensta, Uppland     |       | 60.049159, 17.667855 | 10027501600001 | Ladda upp en bild av detta fornminne      |
| Tensta 161:1               | Grav markerad av sten/block |              | Tensta, Uppland     |       | 60.048867, 17.667332 | 10027501610001 | Ladda upp en bild av detta fornminne      |
| Tensta 163:1               | Gravfält                    |              | Tensta, Uppland     |       | 60.059504, 17.730790 | 10027501630001 | Ladda upp en bild av detta fornminne      |
| Tensta 165:1               | Hög                         |              | Tensta, Uppland     |       | 60.038175, 17.673601 | 10027501650001 | Ladda upp en bild av detta fornminne      |
| Tensta 165:2               | Hög                         |              | Tensta, Uppland     |       | 60.038056, 17.673877 | 10027501650002 | Ladda upp en bild av detta fornminne      |
| Tensta 170:1               | Hög                         |              | Tensta, Uppland     |       | 60.025709, 17.689790 | 10027501700001 | Ladda upp en bild av detta fornminne      |
| Tensta 170:2               | Stensättning                |              | Tensta, Uppland     |       | 60.025521, 17.689686 | 10027501700002 | Ladda upp en bild av detta fornminne      |
| Tensta 180:1               | Stensättning                |              | Tensta, Uppland     |       | 60.021769, 17.629631 | 10027501800001 | Ladda upp en bild av detta fornminne      |
| Tensta 184:1               | Stensättning                |              | Tensta, Uppland     |       | 60.007495, 17.635342 | 10027501840001 | Ladda upp en bild av detta fornminne      |
| Tensta 191:1               | Stensättning                |              | Tensta, Uppland     |       | 60.023370, 17.631189 | 10027501910001 | Ladda upp en bild av detta fornminne      |
| Tensta 201:1               | Gravfält                    |              | Tensta, Uppland     |       | 60.127637, 17.813484 | 10027502010001 | Ladda upp en bild av detta fornminne      |
| Tensta 222:1               | Grav- och boplatsområde     |              | Tensta, Uppland     |       | 60.087823, 17.765903 | 10027502220001 | Ladda upp en bild av detta fornminne      |
| Tensta 224:1               | Gravfält                    |              | Tensta, Uppland     |       | 60.087236, 17.753537 | 10027502240001 | Ladda upp en bild av detta fornminne      |
| Tensta 225:1               | Gravfält                    |              | Tensta, Uppland     |       | 60.087781, 17.759200 | 10027502250001 | Ladda upp en bild av detta fornminne      |
| Tensta 227:1               | Gravfält                    |              | Tensta, Uppland     |       | 60.086834, 17.758424 | 10027502270001 | Ladda upp en bild av detta fornminne      |
| Tensta 228:1               | Stensättning                |              | Tensta, Uppland     |       | 60.085250, 17.755742 | 10027502280001 | Ladda upp en bild av detta fornminne      |
| Tensta 228:2               | Stensättning                |              | Tensta, Uppland     |       | 60.085398, 17.755993 | 10027502280002 | Ladda upp en bild av detta fornminne      |
| Tensta 228:3               | Stensättning                |              | Tensta, Uppland     |       | 60.085316, 17.755910 | 10027502280003 | Ladda upp en bild av detta fornminne      |
| Tensta 230:1               | Gravfält                    |              | Tensta, Uppland     |       | 60.074084, 17.743293 | 10027502300001 | Ladda upp en bild av detta fornminne      |
| Tensta 231:1               | Hög                         |              | Tensta, Uppland     |       | 60.072705, 17.741531 | 10027502310001 | Ladda upp en bild av detta fornminne      |
| Tensta 232:1               | Stensättning                |              | Tensta, Uppland     |       | 60.070231, 17.746267 | 10027502320001 | Ladda upp en bild av detta fornminne      |
| Tensta 233:1               | Gravfält                    |              | Tensta, Uppland     |       | 60.068357, 17.746007 | 10027502330001 | Ladda upp en bild av detta fornminne      |
| Tensta 234:1               | Gravfält                    |              | Tensta, Uppland     |       | 60.067413, 17.746063 | 10027502340001 | Ladda upp en bild av detta fornminne      |
| Tensta 236:1               | Stensättning                |              | Tensta, Uppland     |       | 60.070774, 17.745854 | 10027502360001 | Ladda upp en bild av detta fornminne      |
| Tensta 254:1               | Stensättning                |              | Tensta, Uppland     |       | 60.059910, 17.649356 | 10027502540001 | Ladda upp en bild av detta fornminne      |
| Tensta 259:1               | Stensättning                |              | Tensta, Uppland     |       | 60.050620, 17.642780 | 10027502590001 | Ladda upp en bild av detta fornminne      |
| Tensta 259:2               | Stensättning                |              | Tensta, Uppland     |       | 60.050468, 17.642631 | 10027502590002 | Ladda upp en bild av detta fornminne      |
| Tensta 260:1               | Stensättning                |              | Tensta, Uppland     |       | 60.058583, 17.615329 | 10027502600001 | Ladda upp en bild av detta fornminne      |
| Tensta 269:1               | Gravfält                    |              | Tensta, Uppland     |       | 60.021717, 17.705367 | 10027502690001 | Ladda upp en bild av detta fornminne      |
| Tensta 275:1               | Stensättning                |              | Tensta, Uppland     |       | 60.031572, 17.659607 | 10027502750001 | Ladda upp en bild av detta fornminne      |
| Tensta 276:1               | Stensättning                |              | Tensta, Uppland     |       | 60.032144, 17.657178 | 10027502760001 | Ladda upp en bild av detta fornminne      |
| Tensta 277:1               | Stensättning                |              | Tensta, Uppland     |       | 60.033608, 17.662790 | 10027502770001 | Ladda upp en bild av detta fornminne      |
| Tensta 277:2               | Stensättning                |              | Tensta, Uppland     |       | 60.033520, 17.662813 | 10027502770002 | Ladda upp en bild av detta fornminne      |
| Tensta 277:3               | Stensättning                |              | Tensta, Uppland     |       | 60.033509, 17.663667 | 10027502770003 | Ladda upp en bild av detta fornminne      |
| Tensta 278:1               | Stensättning                |              | Tensta, Uppland     |       | 60.034122, 17.662654 | 10027502780001 | Ladda upp en bild av detta fornminne      |
| Tensta 279:1               | Stensättning                |              | Tensta, Uppland     |       | 60.027894, 17.659089 | 10027502790001 | Ladda upp en bild av detta fornminne      |
| Tensta 281:1               | Hög                         |              | Tensta, Uppland     |       | 60.037159, 17.647722 | 10027502810001 | Ladda upp en bild av detta fornminne      |
| Tensta 292:1               | Stensättning                |              | Tensta, Uppland     |       | 60.037134, 17.661034 | 10027502920001 | Ladda upp en bild av detta fornminne      |
| Tensta 296:1               | Stensättning                |              | Tensta, Uppland     |       | 60.035695, 17.676729 | 10027502960001 | Ladda upp en bild av detta fornminne      |
| Tensta 297:1               | Stensättning                |              | Tensta, Uppland     |       | 60.034831, 17.674969 | 10027502970001 | Ladda upp en bild av detta fornminne      |
| Tensta 298:1               | Stensättning                |              | Tensta, Uppland     |       | 60.033923, 17.676285 | 10027502980001 | Ladda upp en bild av detta fornminne      |
| Tensta 303:1               | Stensättning                |              | Tensta, Uppland     |       | 60.029566, 17.646907 | 10027503030001 | Ladda upp en bild av detta fornminne      |
| Tensta 303:2               | Stensättning                |              | Tensta, Uppland     |       | 60.029482, 17.646995 | 10027503030002 | Ladda upp en bild av detta fornminne      |
| Tensta 303:3               | Stensättning                |              | Tensta, Uppland     |       | 60.029448, 17.646827 | 10027503030003 | Ladda upp en bild av detta fornminne      |
| Tensta 303:4               | Stensättning                |              | Tensta, Uppland     |       | 60.029399, 17.646677 | 10027503030004 | Ladda upp en bild av detta fornminne      |
| Tensta 317:1               | Röse                        |              | Tensta, Uppland     |       | 60.066975, 17.673534 | 10027503170001 | Ladda upp en bild av detta fornminne      |
| Tensta 323:1               | Stensättning                |              | Tensta, Uppland     |       | 60.060957, 17.665392 | 10027503230001 | Ladda upp en bild av detta fornminne      |
| Tensta 331:1               | Grav- och boplatsområde     |              | Tensta, Uppland     |       | 60.065606, 17.672000 | 10027503310001 | Ladda upp en bild av detta fornminne      |
| Tensta 336:1               | Stensättning                |              | Tensta, Uppland     |       | 60.063806, 17.667954 | 10027503360001 | Ladda upp en bild av detta fornminne      |
| Tensta 336:2               | Hög                         |              | Tensta, Uppland     |       | 60.063631, 17.667732 | 10027503360002 | Ladda upp en bild av detta fornminne      |
| Tensta 343:1               | Stensättning                |              | Tensta, Uppland     |       | 60.067053, 17.670451 | 10027503430001 | Ladda upp en bild av detta fornminne      |
| Tensta 343:2               | Stensättning                |              | Tensta, Uppland     |       | 60.066926, 17.670454 | 10027503430002 | Ladda upp en bild av detta fornminne      |
| Tensta 343:3               | Stensättning                |              | Tensta, Uppland     |       | 60.066970, 17.670862 | 10027503430003 | Ladda upp en bild av detta fornminne      |
| Tensta 347:1               | Stensättning                |              | Tensta, Uppland     |       | 60.140325, 17.813218 | 10027503470001 | Ladda upp en bild av detta fornminne      |
| Tensta 351:1               | Stensättning                |              | Tensta, Uppland     |       | 60.030250, 17.683634 | 10027503510001 | Ladda upp en bild av detta fornminne      |
| Tensta 351:2               | Stensättning                |              | Tensta, Uppland     |       | 60.030223, 17.683367 | 10027503510002 | Ladda upp en bild av detta fornminne      |
| Tensta 353:1               | Stensättning                |              | Tensta, Uppland     |       | 60.027135, 17.688028 | 10027503530001 | Ladda upp en bild av detta fornminne      |
| Tensta 354:1               | Stensättning                |              | Tensta, Uppland     |       | 60.025651, 17.687312 | 10027503540001 | Ladda upp en bild av detta fornminne      |
| Tensta 354:2               | Stensättning                |              | Tensta, Uppland     |       | 60.025530, 17.687343 | 10027503540002 | Ladda upp en bild av detta fornminne      |
| Tensta 354:3               | Stensättning                |              | Tensta, Uppland     |       | 60.025763, 17.687290 | 10027503540003 | Ladda upp en bild av detta fornminne      |
| Tensta 354:4               | Stensättning                |              | Tensta, Uppland     |       | 60.025974, 17.687315 | 10027503540004 | Ladda upp en bild av detta fornminne      |
| Tensta 374:1               | Stensättning                |              | Tensta, Uppland     |       | 60.051451, 17.721080 | 10027503740001 | Ladda upp en bild av detta fornminne      |
| Tensta 374:2               | Stensättning                |              | Tensta, Uppland     |       | 60.051760, 17.720931 | 10027503740002 | Ladda upp en bild av detta fornminne      |
| Skansbacken (Tensta 407:1) | Fästning/skans              |              | Tensta, Uppland     |       | 60.115792, 17.770799 | 10027504070001 | Ladda upp en bild av detta fornminne      |
| Tensta 409:1               | Stensättning                |              | Tensta, Uppland     |       | 60.050798, 17.669404 | 10027504090001 | Ladda upp en bild av detta fornminne      |
| Tensta 410:1               | Gravfält                    |              | Tensta, Uppland     |       | 60.047067, 17.669415 | 10027504100001 | Ladda upp en bild av detta fornminne      |
| Tensta 438:1               | Hällristning                |              | Tensta, Uppland     |       | 60.010270, 17.622863 | 10027504380001 | Ladda upp en bild av detta fornminne      |
| Tensta 439:1               | Hällristning                |              | Tensta, Uppland     |       | 60.020264, 17.625976 | 10027504390001 | Ladda upp en bild av detta fornminne      |
| Tensta 440:1               | Hällristning                |              | Tensta, Uppland     |       | 60.023358, 17.626236 | 10027504400001 | Ladda upp en bild av detta fornminne      |
| Tensta 441:1               | Hällristning                |              | Tensta, Uppland     |       | 60.020835, 17.633326 | 10027504410001 | Ladda upp en bild av detta fornminne      |
| Tensta 442:1               | Grav- och boplatsområde     |              | Tensta, Uppland     |       | 60.011759, 17.626294 | 10027504420001 | Ladda upp en bild av detta fornminne      |
| Tensta 450                 | Röse                        |              | Tensta, Uppland     |       | 60.008001, 17.614842 | 12000000054037 | Ladda upp en bild av detta fornminne      |
| Tensta 452                 | Kvarn                       |              | Tensta, Uppland     |       | 60.126575, 17.846703 | 12000000087072 | Ladda upp en bild av detta fornminne      |
| Tensta 475                 | Hög                         |              | Tensta, Uppland     |       | 60.057343, 17.727260 | 12000000112350 | Ladda upp en bild av detta fornminne      |
| Tensta 476                 | Stensättning                |              | Tensta, Uppland     |       | 60.057896, 17.725168 | 12000000112351 | Ladda upp en bild av detta fornminne      |
| Tensta 478                 | Stensättning                |              | Tensta, Uppland     |       | 60.057366, 17.727392 | 12000000112353 | Ladda upp en bild av detta fornminne      |
| Viksta 72:1                | Röse                        |              | Tensta, Uppland     |       | 60.068801, 17.677680 | 10029000720001 | Ladda upp en bild av detta fornminne      |